# Mattia Vicario
Mattia Vicario (Fontanetto Po, 11 aprile 1849 – Novara, 5 marzo 1906) è stato un vescovo cattolico italiano.

## Biografia
Mattia Vicario nacque a Fontanetto Po l'11 aprile 1849.
Una volta ricevuta l'ordinazione, svolse il ministero sacerdotale nella cattedrale di Vercelli e successivamente venne nominato vescovo di Saluzzo il 18 marzo 1895; ricevette la consacrazione episcopale il 28 aprile dello stesso anno. Dopo sei anni di guida pastorale venne trasferito, il 16 dicembre 1901, alla diocesi di Novara, che guidò fino al decesso.
Morì a Novara il 5 marzo 1906, un mese prima del suo cinquantasettesimo compleanno.

## Genealogia episcopale
La genealogia episcopale è:
- Cardinale Scipione Rebiba
- Cardinale Giulio Antonio Santori
- Cardinale Girolamo Bernerio, O.P.
- Arcivescovo Galeazzo Sanvitale
- Cardinale Ludovico Ludovisi
- Cardinale Luigi Caetani
- Cardinale Ulderico Carpegna
- Cardinale Paluzzo Paluzzi Altieri degli Albertoni
- Papa Benedetto XIII
- Papa Benedetto XIV
- Cardinale Enrico Enriquez
- Arcivescovo Manuel Quintano Bonifaz
- Cardinale Buenaventura Córdoba Espinosa de la Cerda
- Cardinale Giuseppe Maria Doria Pamphilj
- Papa Pio VIII
- Papa Pio IX
- Cardinale Gustav Adolf von Hohenlohe-Schillingsfürst
- Arcivescovo Salvatore Magnasco
- Cardinale Gaetano Alimonda
- Arcivescovo Lorenzo Carlo Pampirio, O.P.
- Vescovo Mattia Vicario